# Noorderlicht
Die Noorderlicht (bis 1924 unter dem Namen Kalkgrund, bis 1992 Flensburg) ist ein zweimastiger Schoner. Von 1910 bis 1963 lag sie als Feuerschiff im Fahrwasser der Flensburger Außenförde nördlich der Untiefe Kalkgrund. Im Jahre 1963 wurde sie durch den Leuchtturm Kalkgrund ersetzt.

## Geschichte

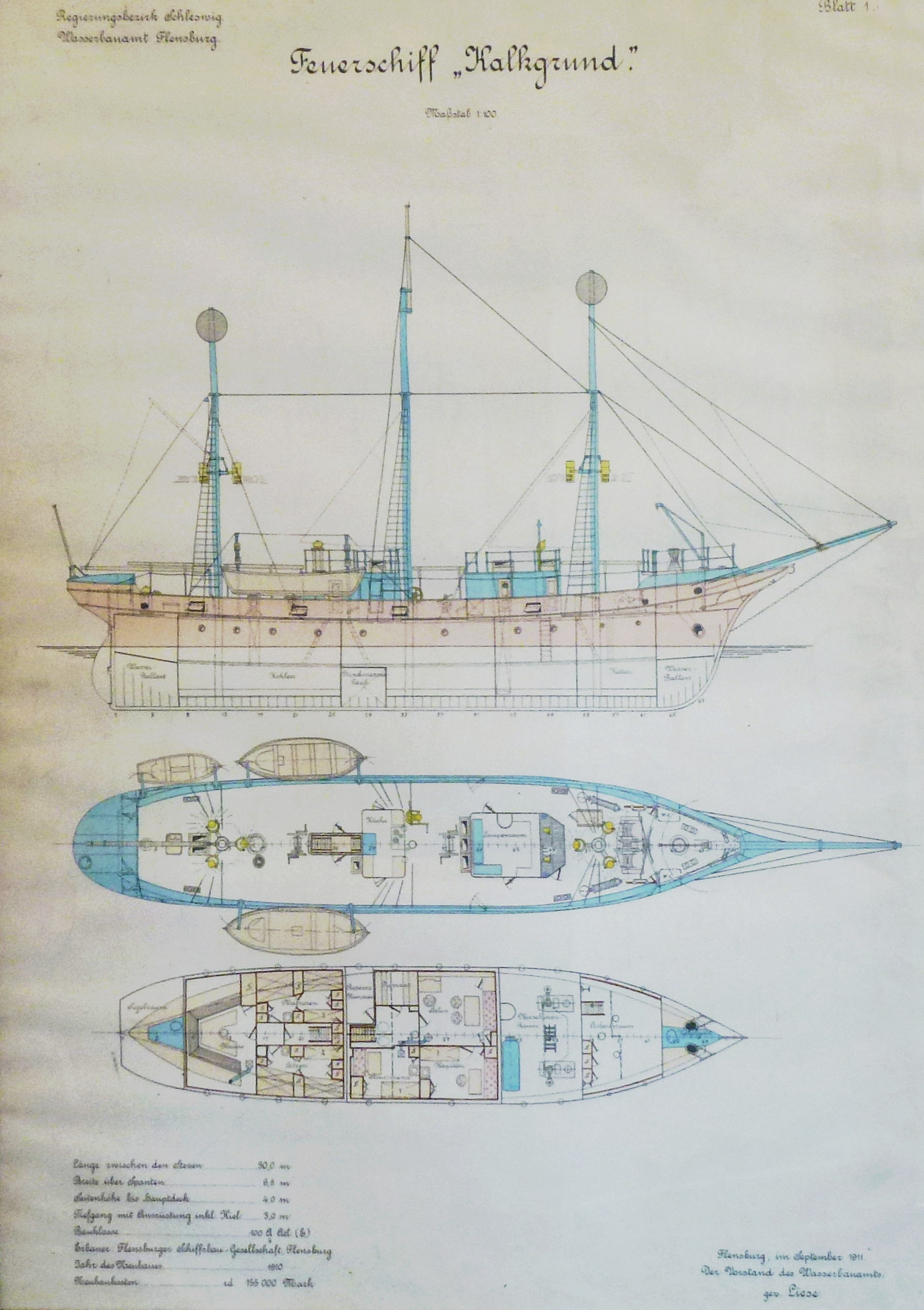
Feuerschiff Kalkgrund

### FeuerschiffKalkgrund
Das Feuerschiff Kalkgrund wurde 1910 für 184.000 Goldmark als Dreimastschoner von der Flensburger Schiffbau-Gesellschaft gebaut. Sie wurde auf die Position einer Sandbank namens Kalkgrund in der Geltinger Bucht geschleppt und ersetzte dort ein älteres Feuerschiff von 1876, die Kalk Grund.
Nach 1919 war die Kalkgrund im Dienst der deutschen Reichsmarine.

### FeuerschiffFlensburg
Den Namen Flensburg erhielt das Feuerschiff 1925 durch das Wasserbauamt Kiel und wurde gleichzeitig etwas näher an die deutsch-dänische Grenze verlegt. Während des Zweiten Weltkrieges wurde der mittlere Mast entfernt und durch einen Deckaufbau ersetzt. 1953/54 erfolgte ein größerer Umbau durch die Staatswerft Rendsburg-Saatsee. Unter anderem wurde das Schiff von 30 Meter auf 36 Meter verlängert. Die Flensburg hatte eine Besatzung von 15 Mann, die für den Unterhalt des Schiffes und Ausführung der Lotsendienste verantwortlich war. Die Leuchtfeuer (je zwei) waren an den Masten befestigt.
Am 12. Juni 1963 endete die Einsatzzeit der Flensburg als Feuerschiff, sie wurde außer Dienst gestellt und durch einen Leuchtturm ersetzt, ungefähr eine Seemeile südlich der alten Position. Danach nutzte eine Kohlenhandelsfirma die Flensburg als mobile Unterkunft für griechische Gastarbeiter.
Nach 1968 diente die Flensburg der Möltenorter Seglerkameradschaft in Heikendorf (bei Kiel) als Klubheim und während der Olympischen Seglerwettbewerbe 1972 in Kiel war sie ein maritimer Anziehungspunkt für in- und ausländische Gäste. Anfang Mai 1986 machte ein Interessent aus den Niederlanden ein Angebot, die Flensburg für 85.000 DM zu erwerben und das Schiff verließ den Möltenorter Hafen. Einige Ausrüstungsgegenstände der Flensburg können im alten Leuchtturm Travemünde besichtigt werden.

### Noorderlicht
Im Jahr 1992 kauften Ted van Broekhuysen und Geerd Ritzema die ehemalige „Flensburg“ für 180.000 Gulden und bauten sie zu einem Zweimastschoner um. An Bord gibt es zehn Doppelkabinen für Besatzung und Passagiere. In den Sommermonaten besegelten sie die Gewässer um Spitzbergen und im Winter war die Noorderlicht im Tempelfjord eingefroren und diente als Ship in the Ice, von Longyearbyen nur erreichbar mit dem Hunde- oder Motorschlitten,
2017 wurde die Noorderlicht an die jetzigen Besitzer Marielle van Twillert und Floris de Waard verkauft. Im Winter segelt sie in Nordnorwegen in der Gegend von Tromsö und im Sommer in Spitzbergen.

## Bilder FeuerschiffFlensburg

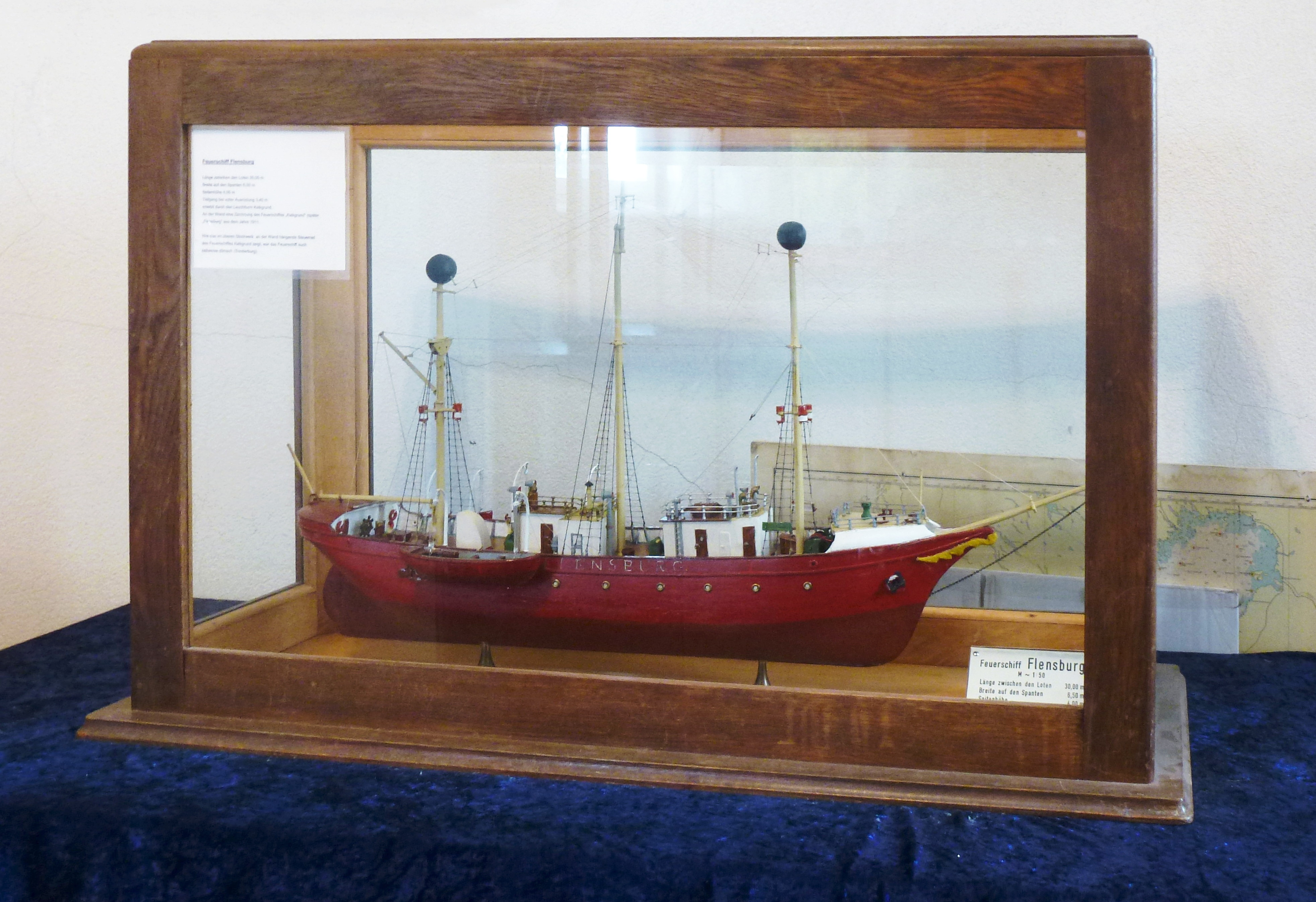
Feuerschiff Flensburg, Modell im Leuchtturm Travemünde
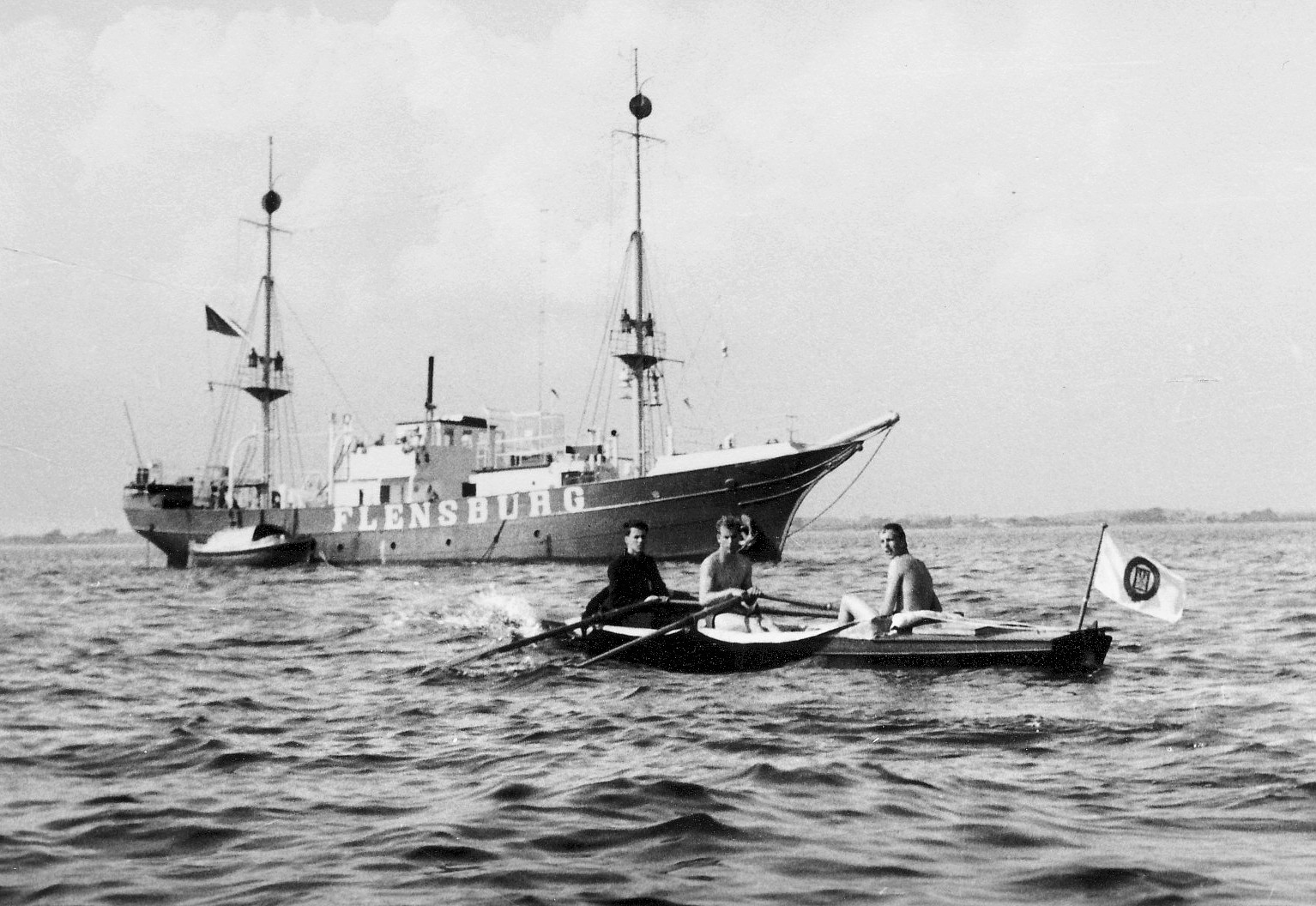
Feuerschiff Flensburg 1960
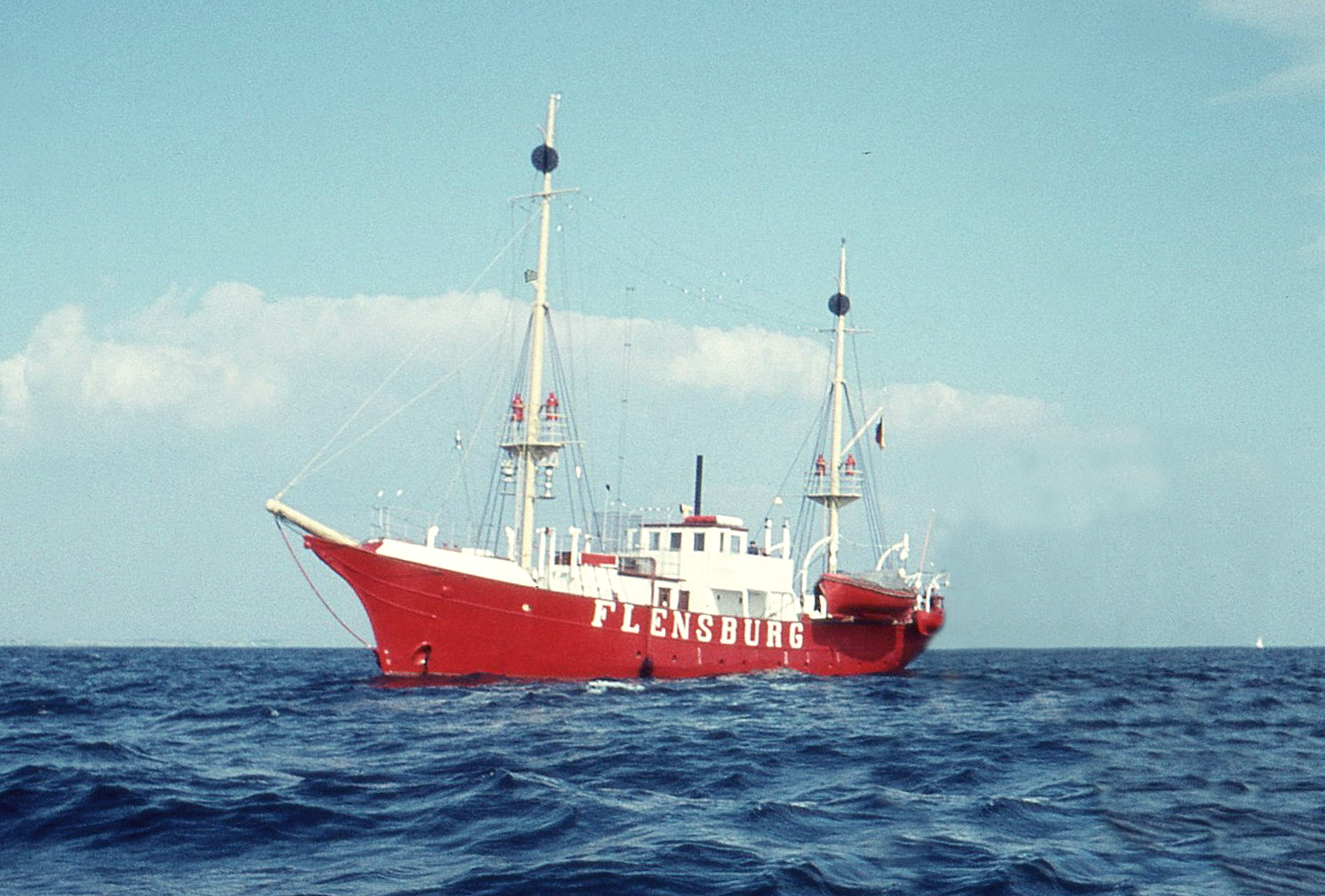
Feuerschiff Flensburg 1961

## Bilder Noorderlicht

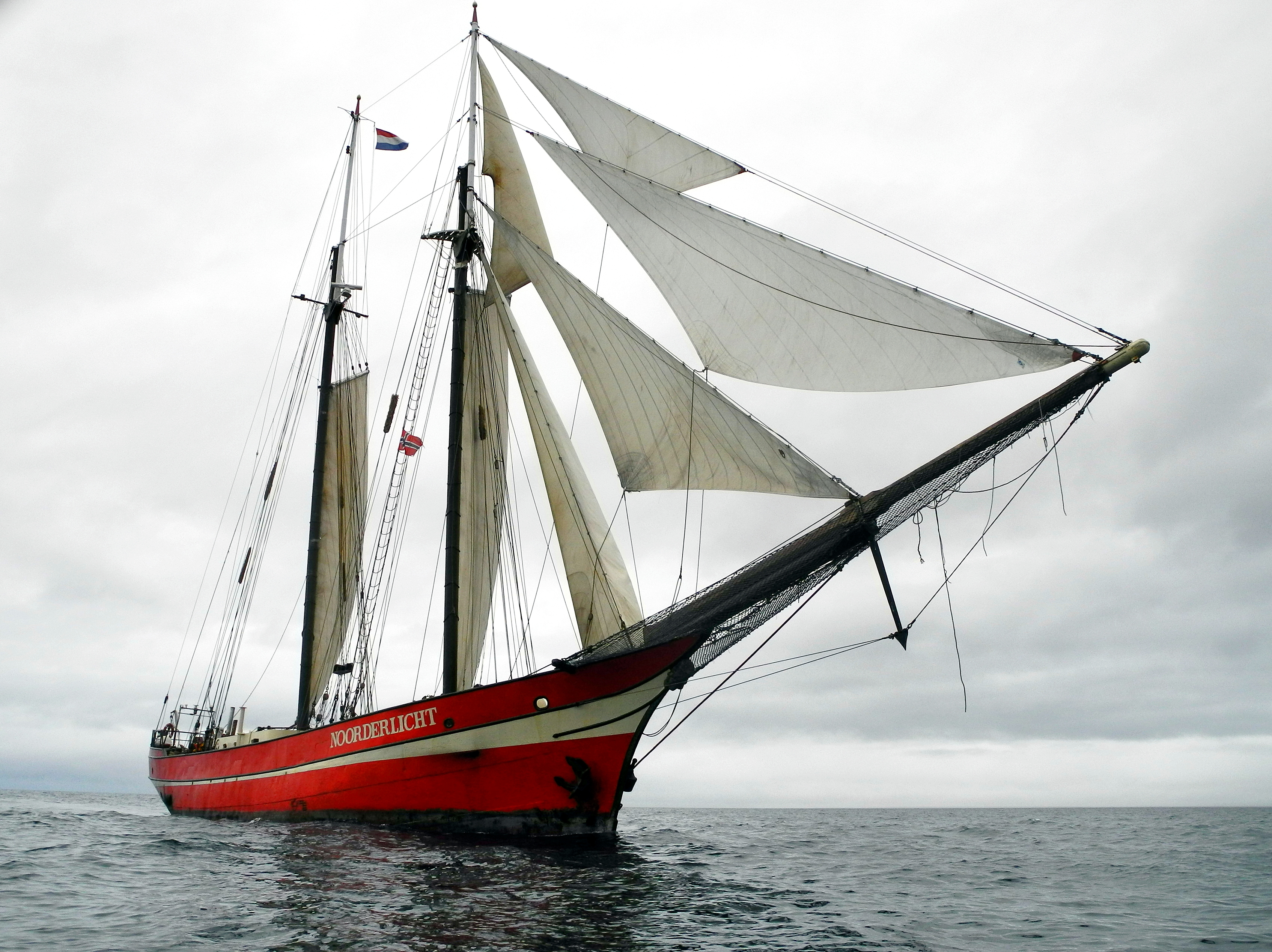
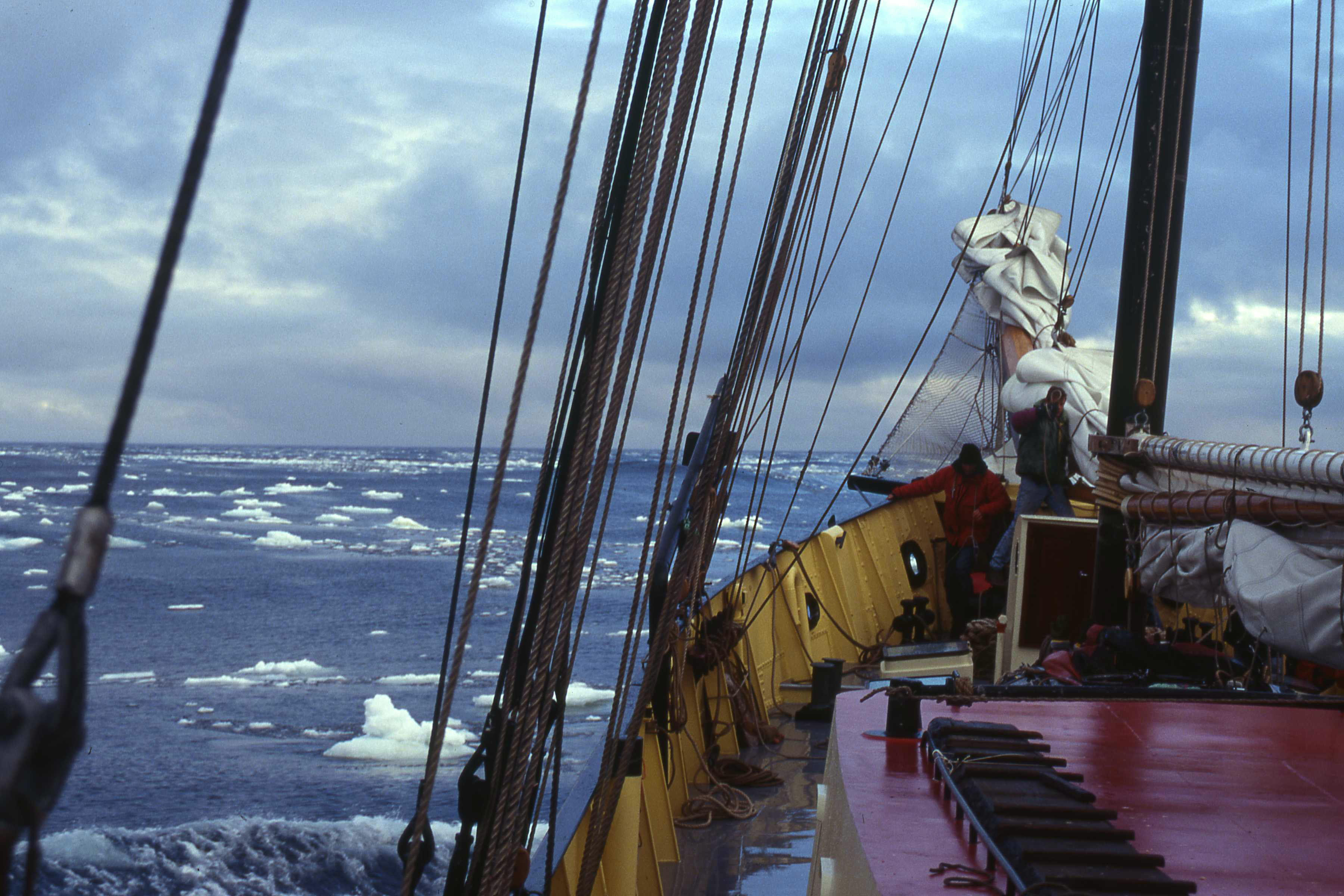
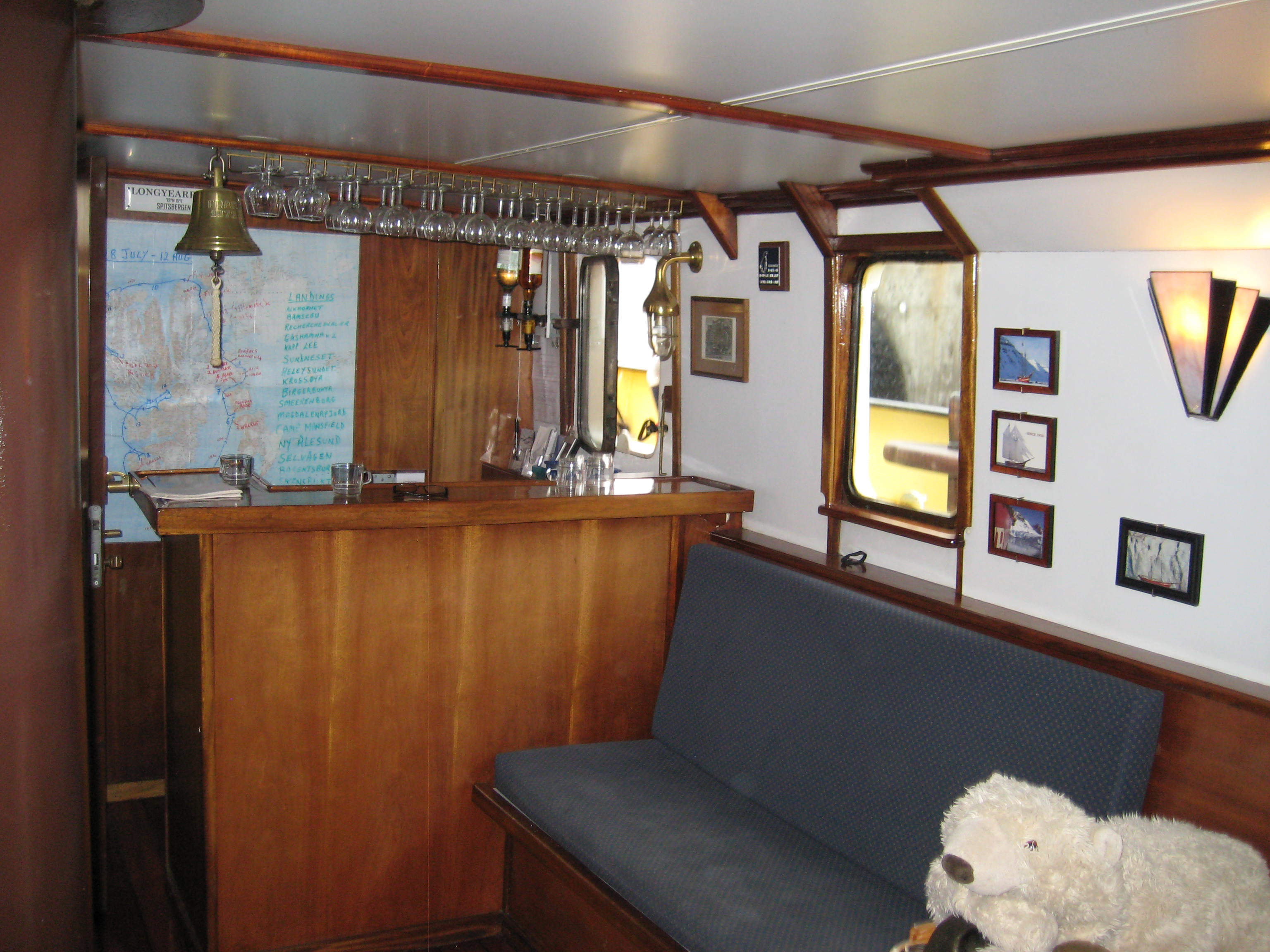
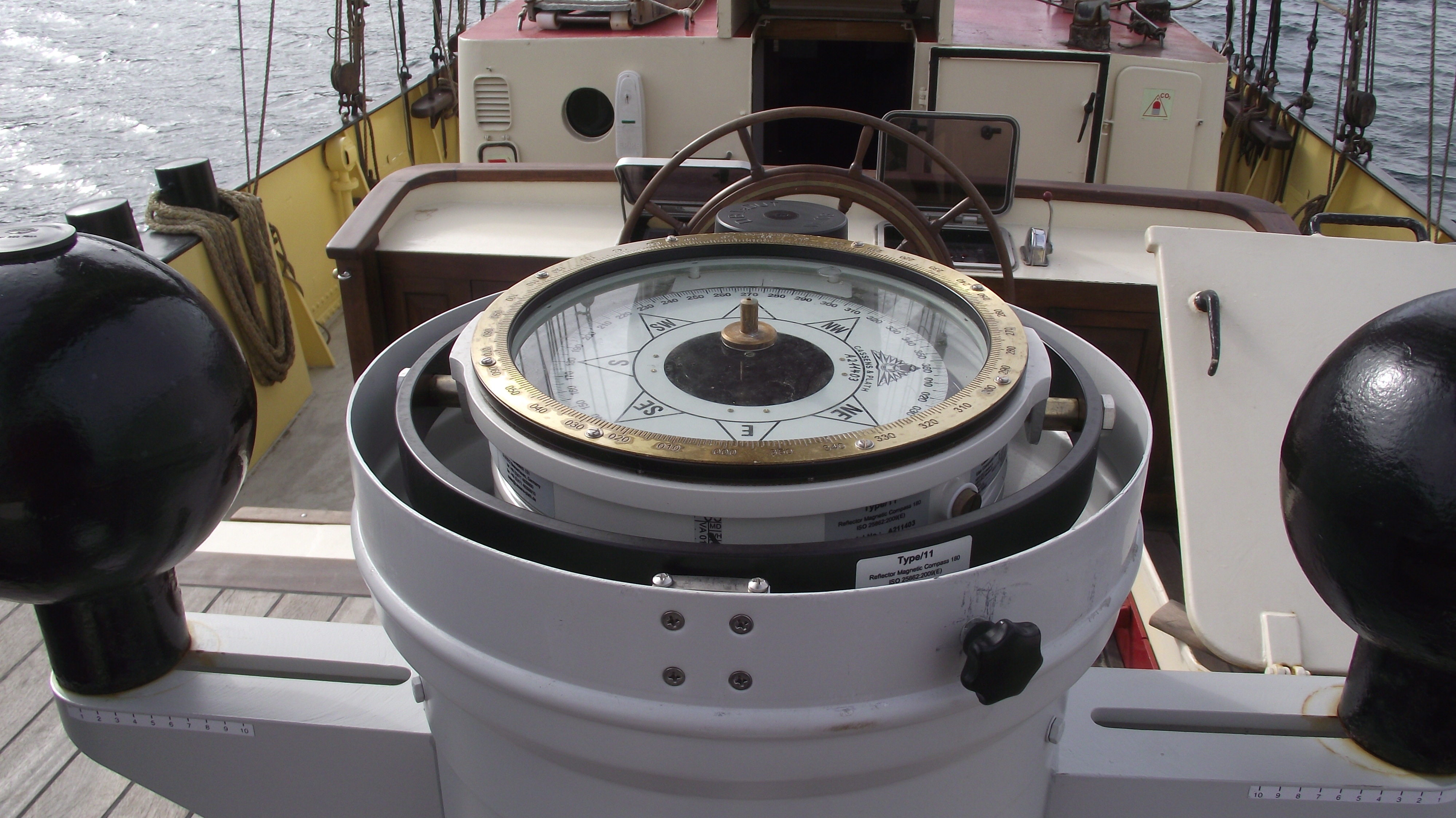